# Julius Lenhart
Julius Lenhart (Viena, 27 de novembre de 1875 – Viena, 10 de novembre de 1962) va ser un gimnasta austríac que va competir a cavall del segle xix i el segle xx. El 1904 va disputar els Jocs Olímpics de Saint Louis. Les dues medalles d'or i una de plata que guanyà el fan l'esportista austríac més llorejat en uns Jocs Olímpics d'Estiu.
Va començar la seva carrera esportiva en un club gimnasta de Viena. Per motius laborals es traslladà a Alemanya i Suïssa, on continuà participant en competicions de caràcter local a principis del segle xx. El 1903 viatjà fins als Estats Units i s'afilià al club Philadelphia Turngemeinde de Filadèlfia, ciutat on trobà feina. L'any següent va participar en els Jocs de Saint Louis, on guanyà les medalles d'or en el concurs complet i el concurs per equips i la de plata en la triatló, totes del programa de gimnàstica. Tan bon punt finalitzaren els Jocs tornà cap a Àustria i retirà de la pràctica esportiva.
Com que en les primeres edicions dels Jocs Olímpics els atletes no hi participaven per nacions sinó per clubs esportius el Comitè Olímpic Internacional considera les seves medalles com a estatunidenques i no pas com a austríaques.